# Miau (canção)
Miau é uma canção da cantora brasileira de axé music Gilmelândia, conhecida na ocasião apenas como Gil. Foi lançada em 28 de novembro de 2002 para ser trabalhada como tema do Carnaval de 2003.

## Recepção da crítica
O site Clique Music, da UOL, fez críticas positivas ao declarar que a canção era contagiante e saia do comodismo do axé music "sai do chão" que a cantora sempre havia feito na carreira. Érick Melo do portal Carnasite, especializado em axé music, classificou a canção como regular, dando apenas duas estrelas das quarto da avaliação, fazendo críticas negativas ao dizer que a canção, tal qual todo álbum, peca ao não explorar o axé music e se envolver em ritmos eletrônicos, o que faz a cantora parecer perdida.
| “ | “Miau”, primeira música de trabalho, apesar de ter uma letra bastante inspirada e poética, acabou sendo estragada pelo excesso de elementos eletrônicos. Se Gil tivesse colocado mais elementos da axé music, com certeza ela seria melhor e muito mais empolgante. E claro, teriam a cara e o tempero do Carnaval baiano. | ” |

## Desempenho nas tabelas
| Paradas (2001)          | Posição |
| ----------------------- | ------- |
| Brasil — Hot 100 Brasil | 5       |

## Histórico de lançamento
| País   | Data                   | Formato                   | Gravadora       |
| ------ | ---------------------- | ------------------------- | --------------- |
| Brasil | 28 de novembro de 2002 | download digital, Airplay | Universal Music |